# Fausto Obeso
Fausto Obeso (Cartagena, Bolívar, Colombia; 26 de agosto de 1988) es un futbolista colombiano, retirado en 2016. Jugaba de defensa lateral por ambas bandas.

## Clubes
| Club                | País     | Año     |
| ------------------- | -------- | ------- |
| Real Cartagena      | Colombia | 2008-10 |
| Atlético La Sabana  | Colombia | 2010-11 |
| Valledupar F. C.    | Colombia | 2011-12 |
| Deportivo Pasto     | Colombia | 2012-13 |
| Once Caldas         | Colombia | 2013-15 |
| Jaguares de Córdoba | Colombia | 2015    |
| Boyacá Chicó        | Colombia | 2016    |